# Riadh Bouazizi
Riadh Ben Khemais Bouazizi (arab. رياض بن خميس بوعزيزي, ur. 8 kwietnia 1973 na Dżerbie) – tunezyjski piłkarz grający na pozycji defensywnego pomocnika.

## Kariera klubowa
Bouazizi jest wychowankiem klubu Étoile Sportive du Sahel z miasta Susa. W 1995 roku zadebiutował w jego barwach w lidze tunezyjskiej i od początku kariery zaczął grać w wyjściowej jedenastce. W 1996 roku wywalczył wicemistrzostwo kraju, a także po Puchar Tunezji. Wystąpił także w finale Pucharu CAF, w którym jego klub uległ w dwumeczu marokańskiemu Kawkabowi Marrakesz. Natomiast w 1997 osiągnął jeszcze większy sukces, gdyż po raz pierwszy w karierze został mistrzem Tunezji, a do tego dołożył Puchar Zdobywców Pucharów Afryki. W 1998 roku zdobył Superpuchar Afryki, a w 2000 po raz drugi został wicemistrzem ligi.
Latem 2000 Bouazizi wyjechał do Turcji. Jego pierwszym klubem w tym kraju był Bursaspor, jednak nie odniósł z nim większych sukcesów, raz pomagając w utrzymaniu w lidze, a raz zajmując 10. miejsce. W 2002 roku Riadh przeszedł do Gaziantepsporu, gdzie stał się liderem drugiej linii i w pierwszym sezonie zajął z nim 4. miejsce w tureckiej lidze. W 2003 roku dołączył do niego rodak, Ziad Jaziri i razem poprowadzili klub z miasta Gaziantep do drugiej z rzędu 4. lokaty w rozgrywkach ligowych. W Gaziantepsporze, z którym Bouazizi grał także w Pucharze UEFA, występował jeszcze w sezonie 2004/2005, ale nie odniósł z nim już większego sukcesu. Latem 2005 odszedł do beniaminka ligi, Erciyesspor Kayseri. W 2007 roku dotarł z nim do finału Pucharu Turcji, ale spadł z nim z ligi i po sezonie rozwiązał kontrakt.
Latem 2007 Bouazizi wrócił do Tunezji i został piłkarzem CA Bizertin. W 2008 roku zakończył karierę.
| Sezon   | Klub                     | Kraj    | Rozgrywki              | Mecze | Bramki |
| ------- | ------------------------ | ------- | ---------------------- | ----- | ------ |
| 1995/96 | Étoile Sportive du Sahel | Tunezja | Championnat de Tunisie | ?     | ?      |
| 1996/97 | Étoile Sportive du Sahel | Tunezja | Championnat de Tunisie | ?     | ?      |
| 1997/98 | Étoile Sportive du Sahel | Tunezja | Championnat de Tunisie | ?     | ?      |
| 1998/99 | Étoile Sportive du Sahel | Tunezja | Championnat de Tunisie | ?     | ?      |
| 1999/00 | Étoile Sportive du Sahel | Tunezja | Championnat de Tunisie | ?     | ?      |
| 2000/01 | Bursaspor                | Turcja  | Süper Lig              | 18    | 1      |
| 2001/02 | Bursaspor                | Turcja  | Süper Lig              | 28    | 1      |
| 2002/03 | Gaziantepspor            | Turcja  | Süper Lig              | 31    | 4      |
| 2003/04 | Gaziantepspor            | Turcja  | Süper Lig              | 27    | 2      |
| 2004/05 | Gaziantepspor            | Turcja  | Süper Lig              | 32    | 2      |
| 2005/06 | Erciyesspor Kayseri      | Turcja  | Süper Lig              | 32    | 0      |
| 2006/07 | Erciyesspor Kayseri      | Turcja  | Süper Lig              | 10    | 0      |
| 2007/08 | CA Bizertin              | Tunezja | Championnat de Tunisie | ?     | ?      |

## Kariera reprezentacyjna
W reprezentacji Tunezji Bouazizi zadebiutował 16 stycznia 1996 roku w zremisowanym 1:1 meczu z Mozambikiem. W 1998 roku został powołany do kadry na Mistrzostwa Świata we Francji i wystąpił tam we dwóch spotkaniach grupowych: przegranym 0:1 z Kolumbią oraz zremisowanym 1:1 z Rumunią.
W 2002 roku Bouazizi po raz drugi w karierze wziął udział w MŚ, tym razem w Mistrzostwach Świata w Korei Południowej i Japonii. Tam wystąpił we wszystkich meczach grupowych: z Rosją (0:2), Belgią (0:0) oraz Japonią (0:2).
W 2004 roku Riadh był członkiem kadry narodowej na Puchar Narodów Afryki 2004. Tunezja była gospodarzem tego turnieju i dotarła do finału, w którym wystąpił Bouazizi, a w nim pokonała 2:1 Maroko. 2 lata później tunezyjski pomocnik wystąpił wraz z rodakami w Pucharze Narodów Afryki 2006 (zdobył gola w wygranym 2:1 grupowym meczu z Zambią), ale odpadł w ćwierćfinale, a latem został powołany do kadry na Mistrzostwa Świata w Niemczech. Wystąpił w trzech spotkaniach grupy H: z Arabią Saudyjską (2:2), z Hiszpanią (1:3) oraz Ukrainą (0:1).